# 21 janvier 1926
Le jeudi 21 janvier 1926 est le 21e jour de l'année 1926.

## Naissances
- Angela Ghelber (morte le 10 janvier 2008), poète vaudoise d'origine roumaine
- Clive Donner (mort le 6 septembre 2010), réalisateur britannique
- Franco Evangelisti (mort le 28 janvier 1980), compositeur italien
- Giuseppe Alberigo (mort le 15 juin 2007), historien italien
- René Ginouvès (mort le 10 novembre 1994), archéologue et professeur d'université français
- Robert J. White (mort le 16 septembre 2010), neurochirurgien américain
- Roger Taillibert (mort le 3 octobre 2019), architecte français
- Steve Reeves (mort le 1er mai 2000), acteur américain

## Décès
- Camillo Golgi (né le 7 juillet 1843), médecin italien